# Alexander Arnold Pagenstecher

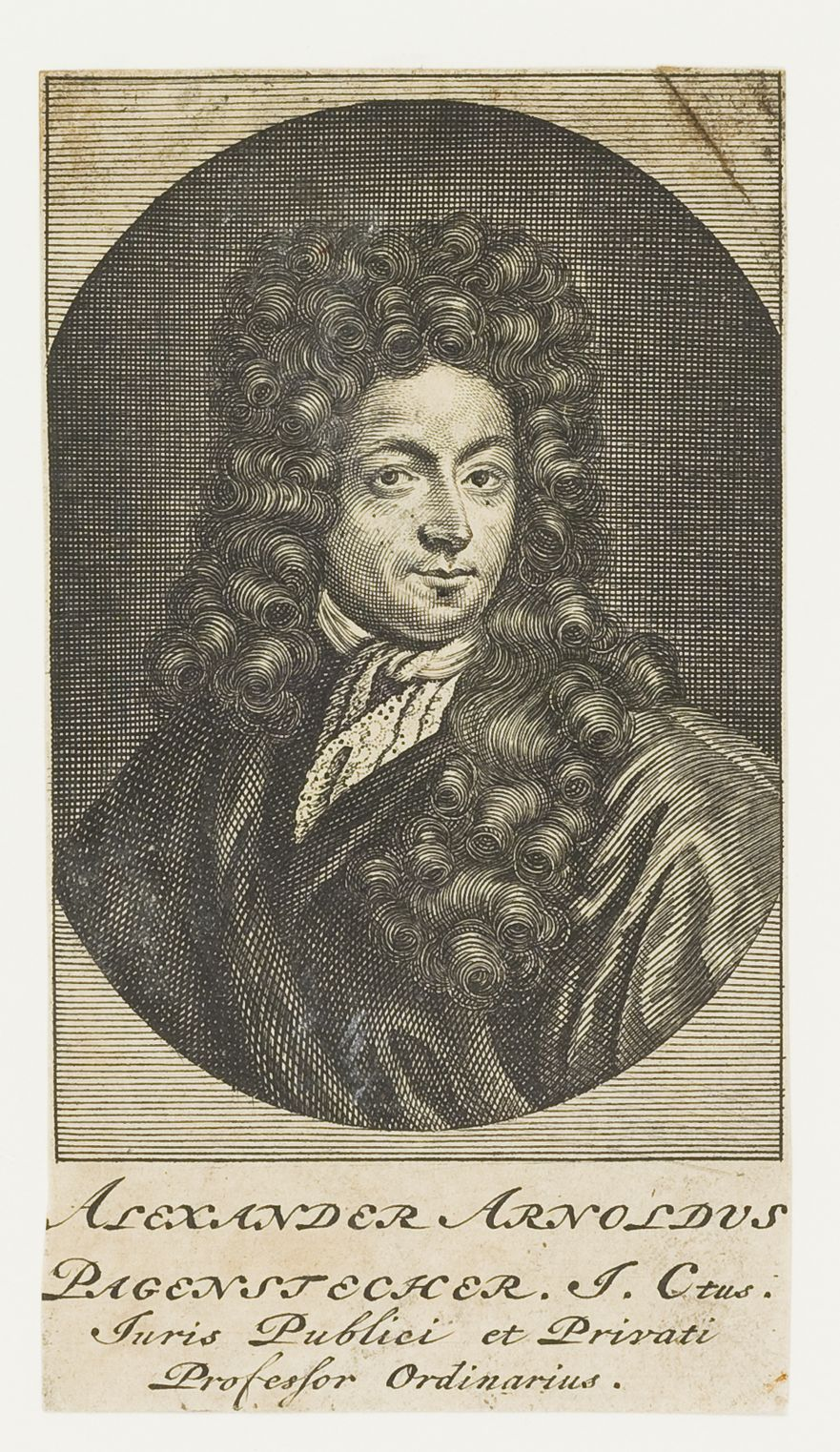
Alexander Arnold Pagenstecher

Alexander Arnold Pagenstecher (* 26. Februar 1659 in Bentheim; † 27. Oktober 1716 in Gröningen) war ein deutscher Rechtswissenschaftler und Hochschullehrer. 

## Leben
Pagenstecher stammt aus der gleichnamigen Gelehrtenfamilien und war Sohn des bentheimschen Hofrichters Arnold Gisbert Pagenstecher. Sein Taufpate war Alexander II. von Velen. Er absolvierte die Schule in Düsseldorf. Er studierte Rechtswissenschaft an der Universität Köln. Das Studium setzte er an der Universität Gröningen und bei Johannes Friedrich Böckelmann an der Universität Leyden fort. Er studierte daraufhin an den Universitäten von Helmstedt, Jena, Leipzig und Prag. Seine Promotion zum Doktor beider Rechte erfolgte 1680 mit der Dissertation De jure virginum an der Universität Utrecht. Anschließend praktizierte als Advokat in Kleve.
Pagenstecher wurde 1681 oder 1682 zum Professor der Rechte und der griechischen Sprache an der Hohen Schule zu Steinfurt ernannt. 1686 oder 1687 wechselte er an die Universität Duisburg, an der er als Professor für Ethik und Politik lehrte. Außerdem war er dort als außerordentlicher Professor der Rechte tätig. In dieser Zeit erhielt er Rufe an die Universitäten von Franeker, Marburg, Heidelberg, Frankfurt an der Oder und Gröningen. Pagenstecher entschied sich für Gröningen. Er lehrte an der dortigen Universität bis zu seinem Tod die Rechte und war außerdem 1697, 1705, 1709, 1712 sowie 1715 Rektor der Universität. Pagenstecher beherrschte die deutsche, holländische, italienische, lateinische und griechische Sprache.
Der Jurist Werner Justin Pagenstecher war sein Bruder und die Juristen Ernst Alexander Otto Cornelius Pagenstecher und Heinrich Theodor Pagenstecher seine Söhne.

## Werke (Auswahl)
- Aphorismi Iustinianei ad Institutionum Iuris Libros quatuor, 3. Aufl., Frankfurt 1692.
- Disputationes testamentariae, ad seriem Pandectarum institutae, Metternich, Köln 1702.
- De iure ventris : tractatus iuridicus singularis, Saurmann, Bremen 1704.
- De iure virginium et virginis Florentinae, Eclogae, Saurmann, Bremen 1709.